# Famille de Riberolles
La famille de Riberolles est une famille subsistante de la noblesse française, originaire de Moissat, puis établie à Thiers, dans le Puy-de-Dôme, en Auvergne. Elle a été anoblie par une charge de secrétaire du roi (1736-1762). Elle s'est illustrée avec les députés Gilbert et Barthélemy-Jean de Riberolles.

## Histoire
La famille de Riberolles remonte sa filiation au XVIIe siècle. Son premier ancêtre connu, Guillaume Riberolles, cordonnier, est né à Moissat vers 1629 et mort à Thiers[réf. nécessaire].
Barthélemy de Riberolles a acheté en 1736 la charge anoblissante de secrétaire du roi. Après quelques années d'exercice, il intègre le second ordre en 1762[réf. nécessaire].

À la fin du XVIIIe siècle, elle[Qui ?] monte une faïencerie près de Thiers. 
En 1820, Joseph-Just de Riberolles montre son soutien aux Bourbon à l'occasion de la naissance du duc de Bordeaux. 

La famille de Riberolles a rejoint l'ANF, en 1998.

## Filiation
- Guillaume Riberolles († ca. 1629) cordonnier, marié avec Jeanne Lac
  - Gilbert Riberolles († 1661, Thiers), marchand bourgeois de Thiers, marié en 1640 avec Isabeau Darrot (ca. 1621-1707)
    - Antoine Riberolles (1648-1735), seigneur des Horts, bourgeois et lieutenant de maire de la ville de Thiers, marié en 1678 avec Marie Girauld (1660-1737)
      - Barthélemy de Riberolles (1679-1763), écuyer, seigneur des Horts et de Landrevie, négociant, marié en 1704 avec Pétronille Vacherias (1689-1746)
        - Joseph-Just de Riberolles (1715-1786), seigneur des Martinanches, négociant, marié en 1745 avec Antoinette Ferrand (1722-1767)
          - Gilbert de Riberolles (1749-1828), écuyer, seigneur des Martinanches, député de la sénéchaussée de Riom à l'Assemblée constituante, marié en 1775 avec Laurence-Augustine de Riberolles (1755-1824)
            - Joseph de Riberolles (1777-1838), marié en 1808 avec Pauline Brugière de La Verchère (1779-1837)
              - Sébastien de Riberolles (1812-1876), marié en 1843 avec Marie-Pauline Donjon de Saint-Martin (1819-1902), sans descendance masculine

            - Marc-Antoine de Riberolles (1782-1864), marié en 1806 avec Anne-Genèse de Riberolles (1787-1862), dont descendance subsistante

        - Gilbert-Charles de Riberolles (1721-1808), marié en 1783 avec Anne Guillemot (1753-1825)
          - Joseph-Just de Riberolles (1783-1864), maire d'Arconsat, marié en 1809 avec Renée-Philiberte Monchanin des Paras (1784-1864)

  - Hugues Riberolles († 1680), marié avec Marie Combas (1632-1694)
    - Gilbert Riberolles (1659-1708), marié en 1696 avec Isabeau Lhéraud (1658-1741), dont une descendance éteinte
    - Antoine Riberolles (1661-1741) coutellier, marié en 1682 avec Anne Darbize (1665-1741), dont une descendance éteinte

## Personnalités
- Gabriel de Riberolles (1647-1733), abbé de Sainte-Geneviève.
- Gilbert de Riberolles (1749-1828), député aux États généraux de 1789.
- Barthélemy-Jean de Riberolles (1787-1859), député du Puy-de-Dôme.

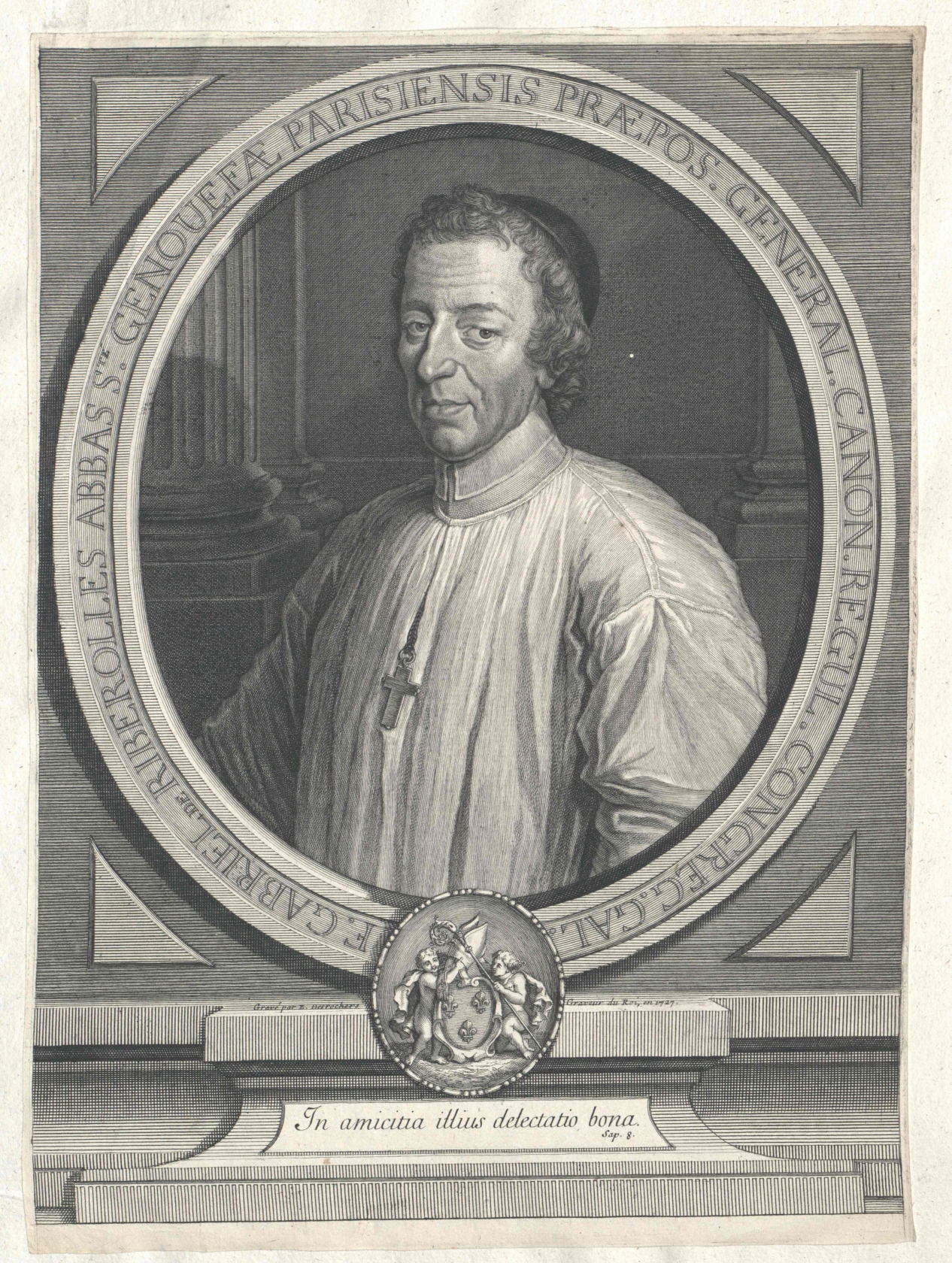
Gabriel de Riberolles (1647-1733)
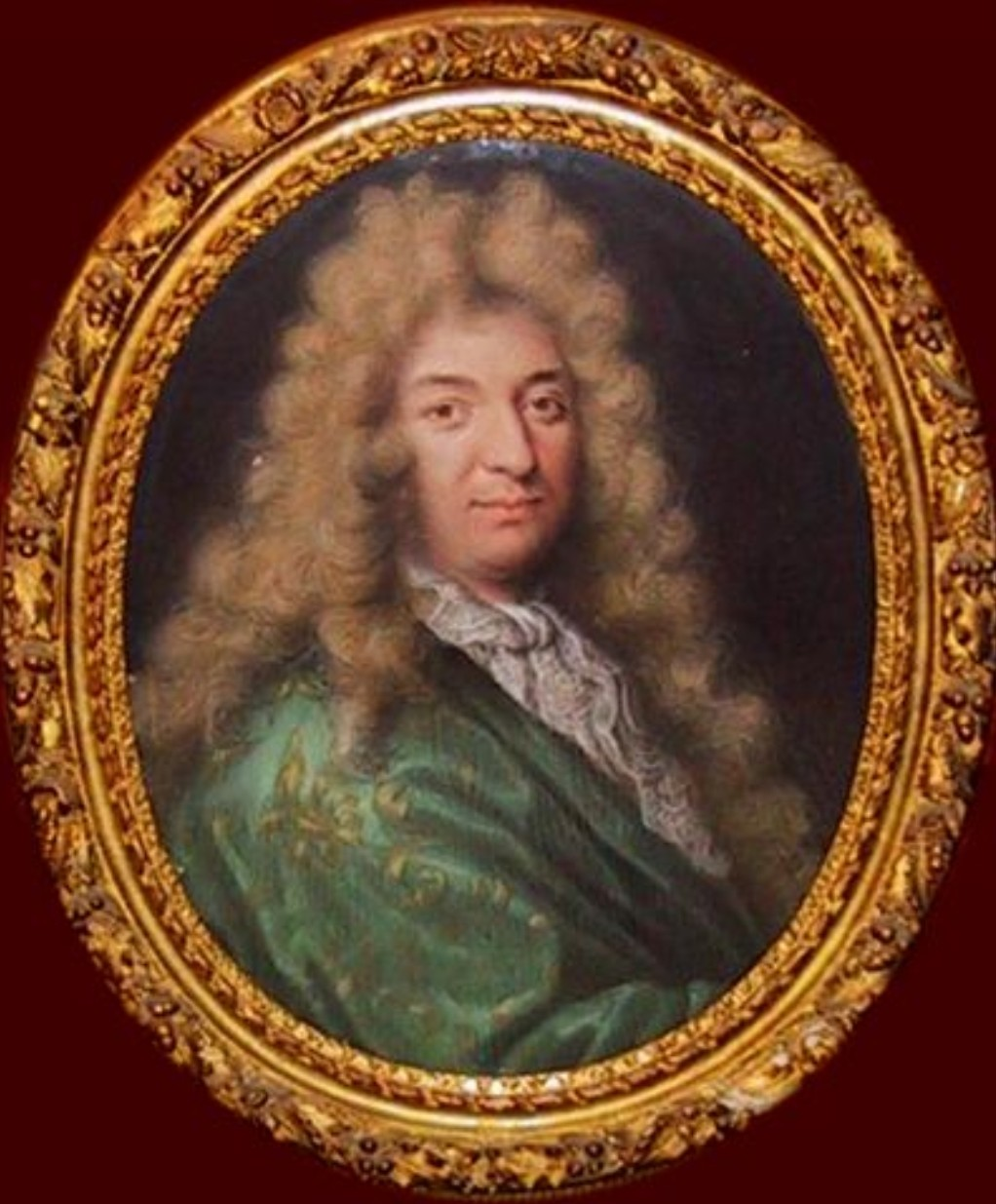
Barthélemy de Riberolles (1679-1763)
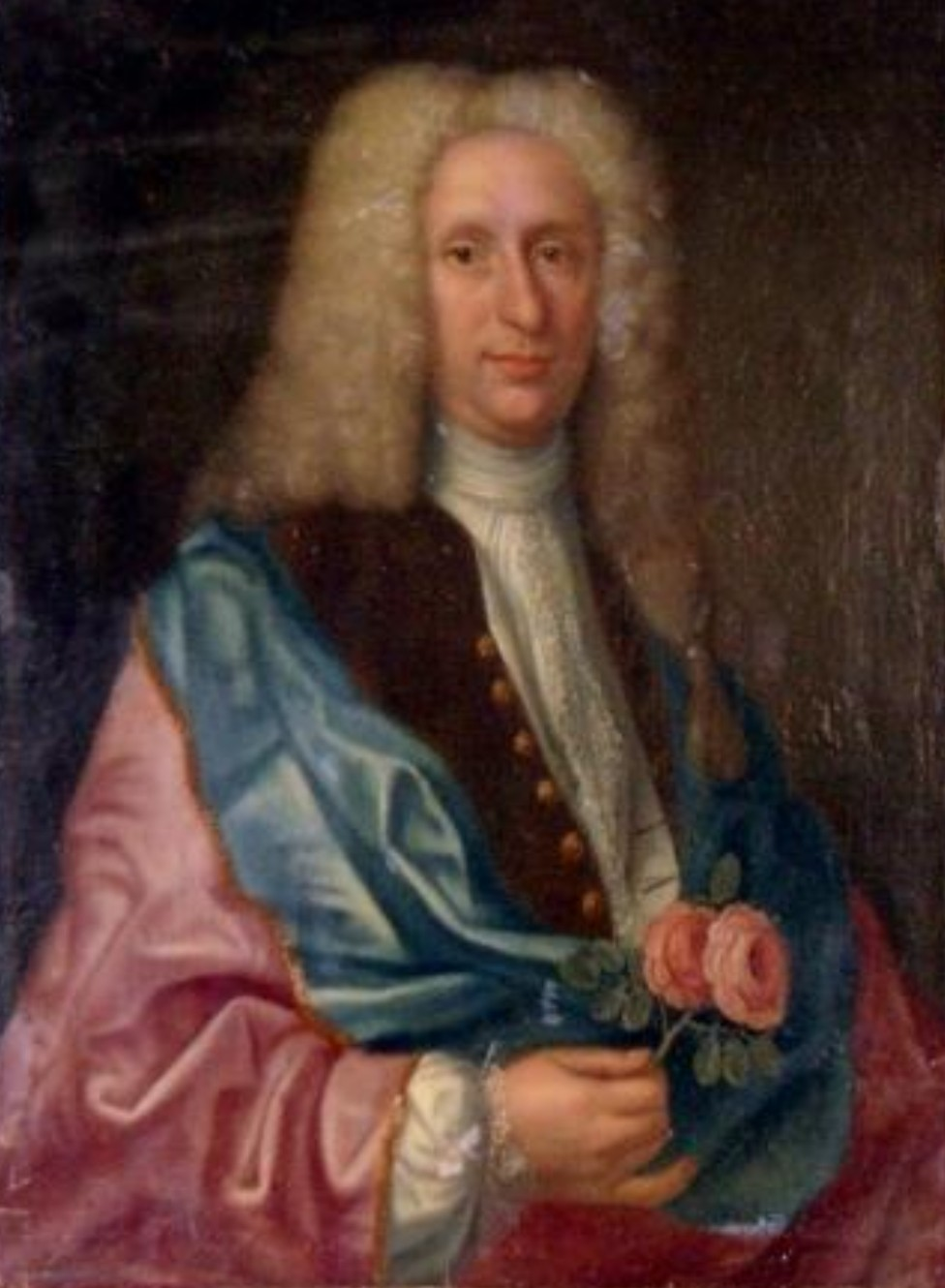
Joseph-Just de Riberolles (1715-1786)
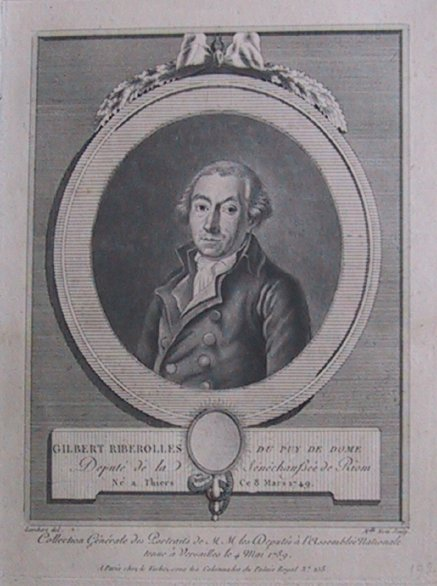
Gilbert de Riberolles (1749-1828)
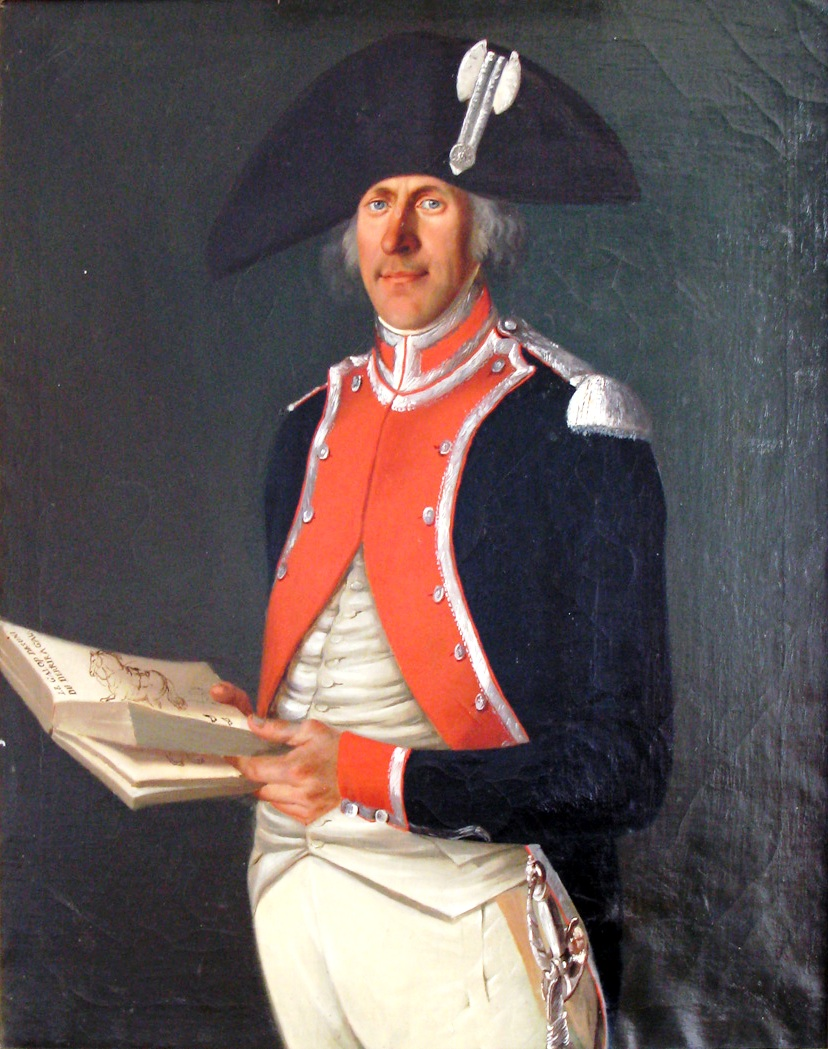
Charles de Riberolles (1752-1827)
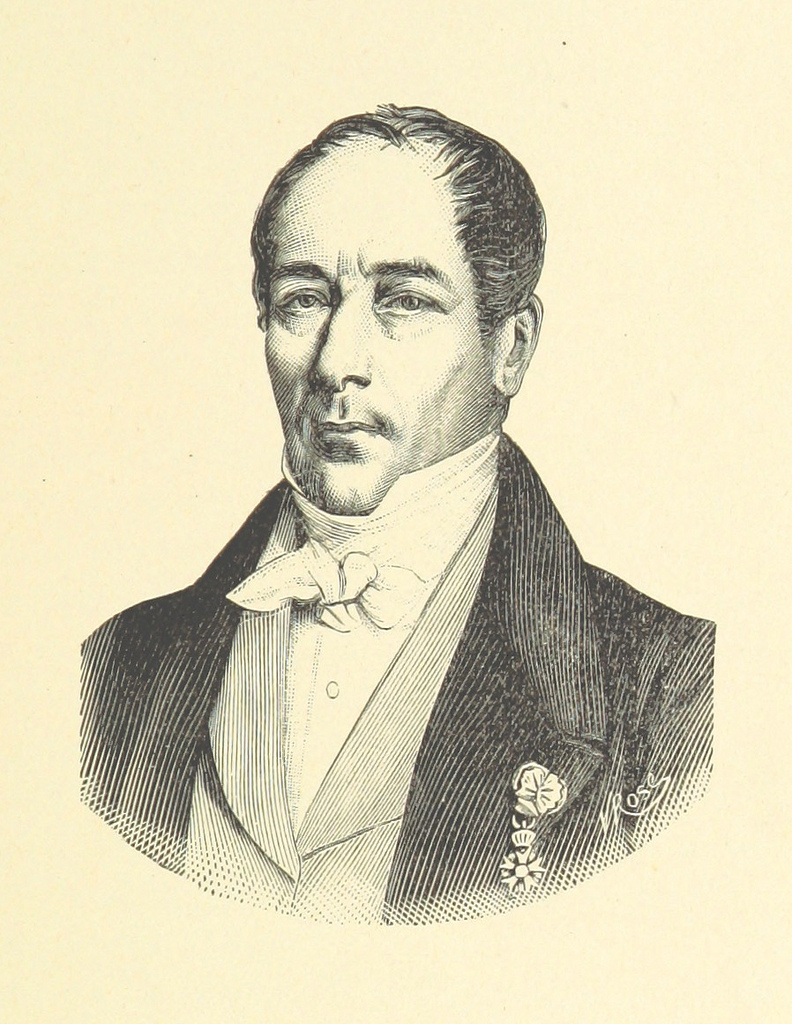
Barthélemy-Jean de Riberolles (1787-1859)

## Armes
Cette famille porte : D'azur au lion d'or rampant sur une tour d'argent maçonnée de sable.

## Possessions
- Château des Martinanches
- Château d'Arconsat
- Château de la Chassaigne